# 帕氏鱒
帕氏鱒，為輻鰭魚綱鮭形目鮭科的一種，為溫帶淡水魚，分佈於非洲摩洛哥Aguelman de Sidi Ali湖，棲息在高山湖泊底層水域，體長可達28.1公分，已滅絕。